# Goldbach-Altenbach
Pour les articles homonymes, voir Goldbach.
Goldbach-Altenbach [gɔltbax altənbax] est une commune française située dans la circonscription administrative du Haut-Rhin et, depuis le 1er janvier 2021, dans le territoire de la Collectivité européenne d'Alsace, en région Grand Est.
Cette commune se trouve dans la région historique et culturelle d'Alsace.
Ses habitants sont appelés les Goldbachois.

## Géographie
La commune, qui se trouve sur un éperon rocheux, est née de la fusion en 1972 de deux des plus hautes communes d'Alsace, Goldbach et Altenbach. Le village se trouve au pied des ruines du château de Freundstein cité dès 1297, et de l'autre par des chalets dominés par plusieurs sommets des Vosges au-dessus desquelles planent le Ballon de Guebwiller ou Grand Ballon et le Vieil Armand. Goldbach-Altenbach est proche de Geishouse. Le village fait partie du canton de Saint-Amarin et de l'arrondissement de Thann. De 1795 à 1802, le village de Godbach-Altenbach fait partie du canton de Thann. Le village se trouve à 695 mètres d'altitude.
C'est une des 188 communes du parc naturel régional des Ballons des Vosges.
| Geishouse |                    | Soultz-Haut-Rhin |
|           | Goldbach-Altenbach |                  |
|           | Willer-sur-Thur    |                  |

### Lieux-dits et écarts
- Altenbach ;
- Goldenmatt ;
- Neuhausen ;
- Blanschen ;
- Le Bies ;
- Gerstacker.

### Cours d'eau
- Goldbachruntz.

### Hydrographie

#### Réseau hydrographique
La commune est dans le bassin versant du Rhin au sein du bassin Rhin-Meuse. Elle est drainée par le ruisseau de Vordermatt, le ruisseau du Gaerberhuttfels et le Mittelbachrunz,,.

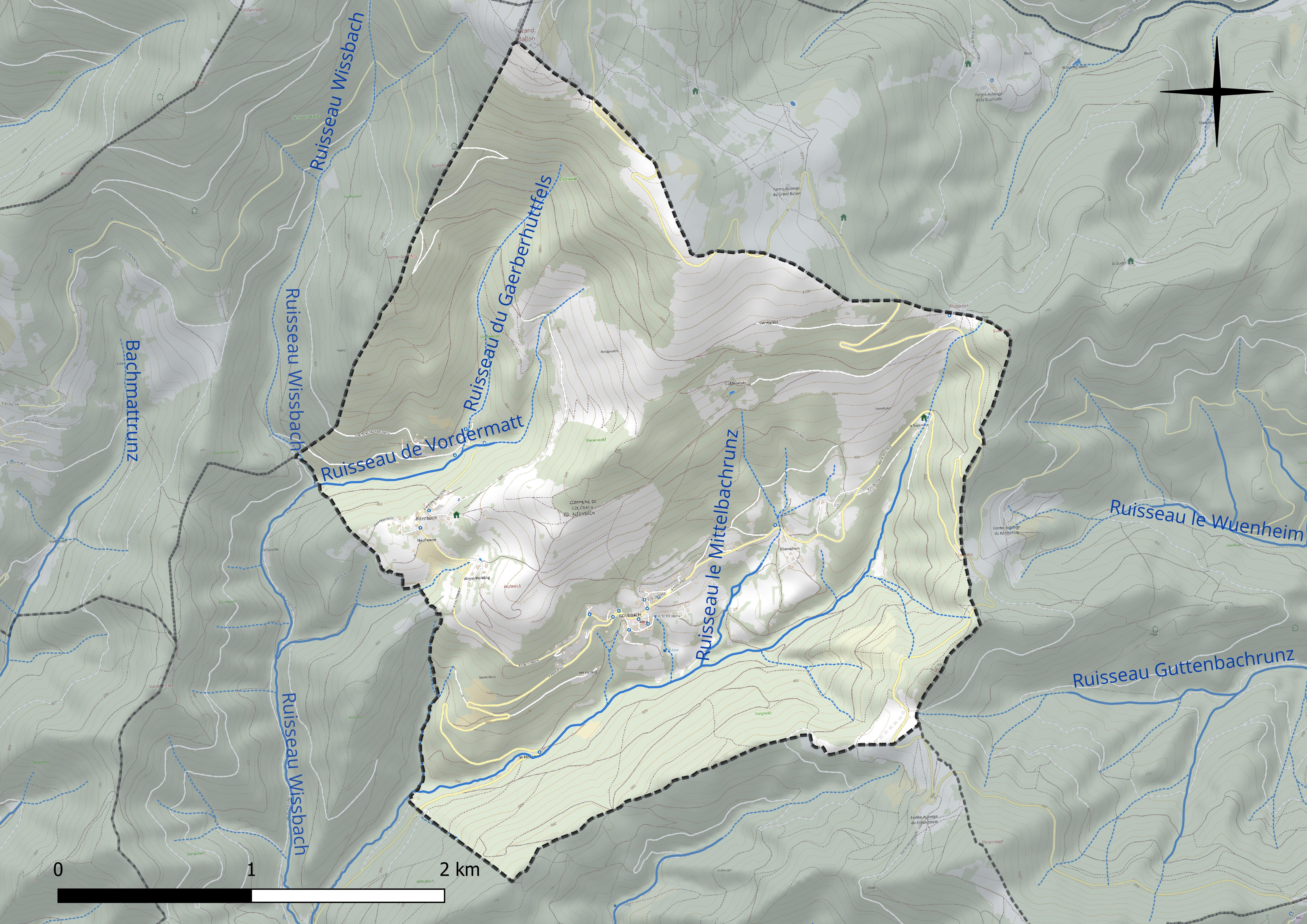
Réseau hydrographique de Goldbach-Altenbach.

#### Gestion et qualité des eaux
Le territoire communal est couvert par le schéma d'aménagement et de gestion des eaux (SAGE) « Thur ». Ce document de planification concerne le bassin versant de la Thur. Ce territoire s'étend sur 544 km2. Le périmètre a été arrêté le 4 mars 1996 et le SAGE proprement dit a été approuvé le 14 mai 2001. La structure porteuse de l'élaboration et de la mise en œuvre est la Direction départementale de l'agriculture et de la forêt du Haut-Rhin. 
La qualité des cours d’eau peut être consultée sur un site dédié géré par les agences de l’eau et l’Agence française pour la biodiversité. 

### Climat
Pour des articles plus généraux, voir Climat du Grand Est et Climat du Haut-Rhin.
En 2010, le climat de la commune est de type climat de montagne, selon une étude du Centre national de la recherche scientifique s'appuyant sur une série de données couvrant la période 1971-2000. En 2020, Météo-France publie une typologie des climats de la France métropolitaine dans laquelle la commune est exposée à un climat semi-continental et est dans la région climatique  Vosges, caractérisée par une pluviométrie très élevée (1 500 à 2 000 mm/an) en toutes saisons et un hiver rude (moins de 1 °C). 
Pour la période 1971-2000, la température annuelle moyenne est de 8,6 °C, avec une amplitude thermique annuelle de 16,7 °C. Le cumul annuel moyen de précipitations est de 1 620 mm, avec 13,1 jours de précipitations en janvier et 10,9 jours en juillet. Pour la période 1991-2020, la température moyenne annuelle observée sur la station météorologique de Météo-France la plus proche, « Bits.-lès-Thann », sur la commune de Bitschwiller-lès-Thann à 5 km à vol d'oiseau, est de 10,0 °C et le cumul annuel moyen de précipitations est de 1 309,4 mm. 
La température maximale relevée sur cette station est de 38,9 °C, atteinte le 7 août 2015 ; la température minimale est de −19,5 °C, atteinte le 12 janvier 1987,,. 
Les paramètres climatiques de la commune ont été estimés pour le milieu du siècle (2041-2070) selon différents scénarios d'émission de gaz à effet de serre à partir des nouvelles projections climatiques de référence DRIAS-2020. Ils sont consultables sur un site dédié publié par Météo-France en novembre 2022.

## Urbanisme

### Typologie
Au 1er janvier 2024, Goldbach-Altenbach est catégorisée commune rurale à habitat dispersé, selon la nouvelle grille communale de densité à sept niveaux définie par l'Insee en 2022.
Elle est située hors unité urbaine et hors attraction des villes,.

### Occupation des sols
L'occupation des sols de la commune, telle qu'elle ressort de la base de données européenne d’occupation biophysique des sols Corine Land Cover (CLC), est marquée par l'importance des forêts et milieux semi-naturels (87,4 % en 2018), une proportion sensiblement équivalente à celle de 1990 (87,5 %). La répartition détaillée en 2018 est la suivante : 
forêts (62,5 %), milieux à végétation arbustive et/ou herbacée (24,9 %), zones agricoles hétérogènes (7,6 %), prairies (5 %). L'évolution de l’occupation des sols de la commune et de ses infrastructures peut être observée sur les différentes représentations cartographiques du territoire : la carte de Cassini (XVIIIe siècle), la carte d'état-major (1820-1866) et les cartes ou photos aériennes de l'IGN pour la période actuelle (1950 à aujourd'hui).

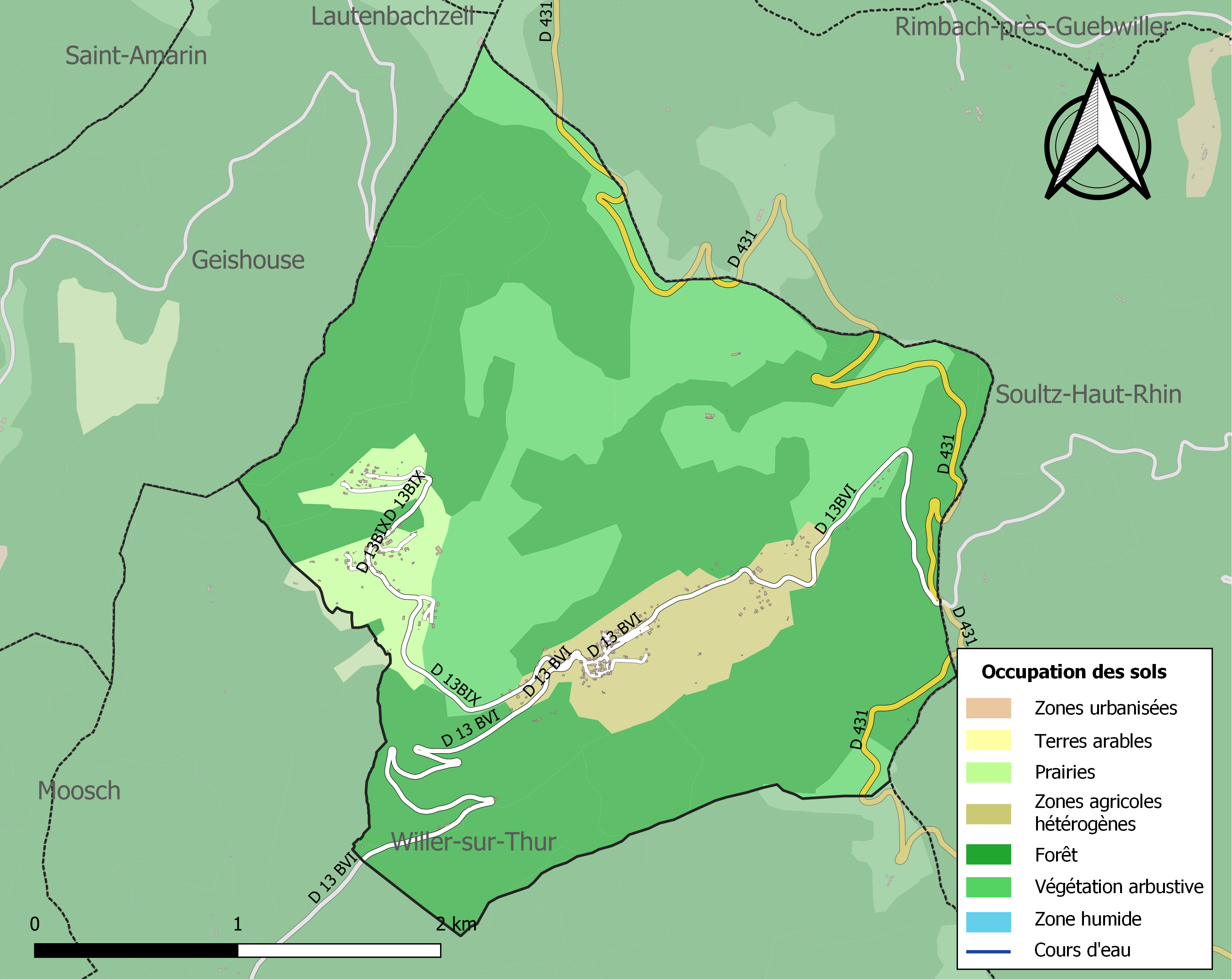
Carte des infrastructures et de l'occupation des sols de la commune en 2018 (CLC).

## Toponymie
Goldbach tire son nom d'une rivière poissonneuse, dont le fond est semé de paillettes de mica pulvérulent (en allemand Katzengold ou Katzensilber, suivant qu'il est jaune ou blanc). C'est donc le cours d'eau qui traverse la commune qui est à l'origine du nom  suivi du germanique alt= vieux et Bach = ruisseau.
En alsacien, Altenbach et Goldbach se nomme respectivement Àltabàch et Guldbàch.

## Histoire

### Un prieuré des Augustins

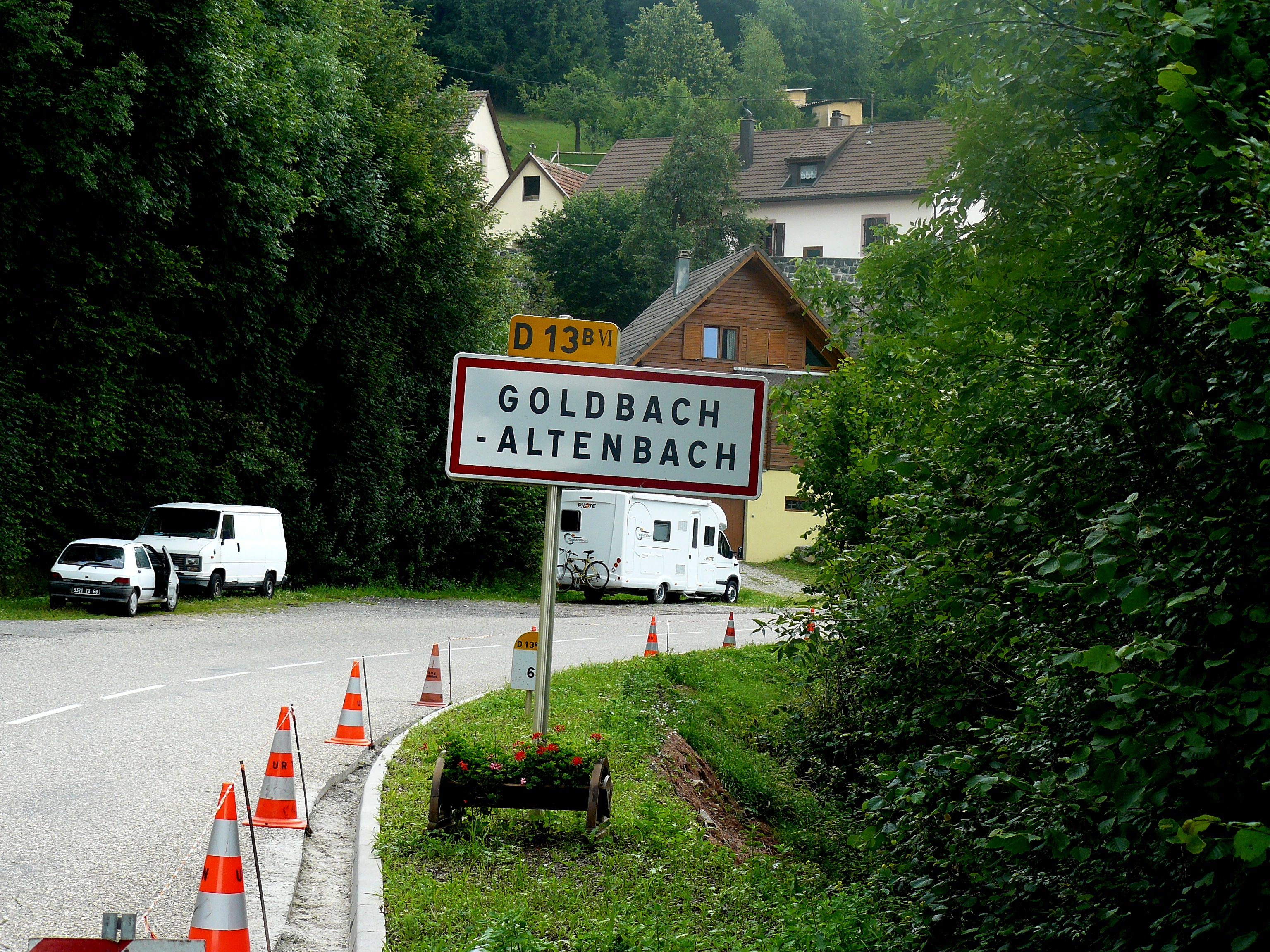
Entrée du village par la D 13BVI.

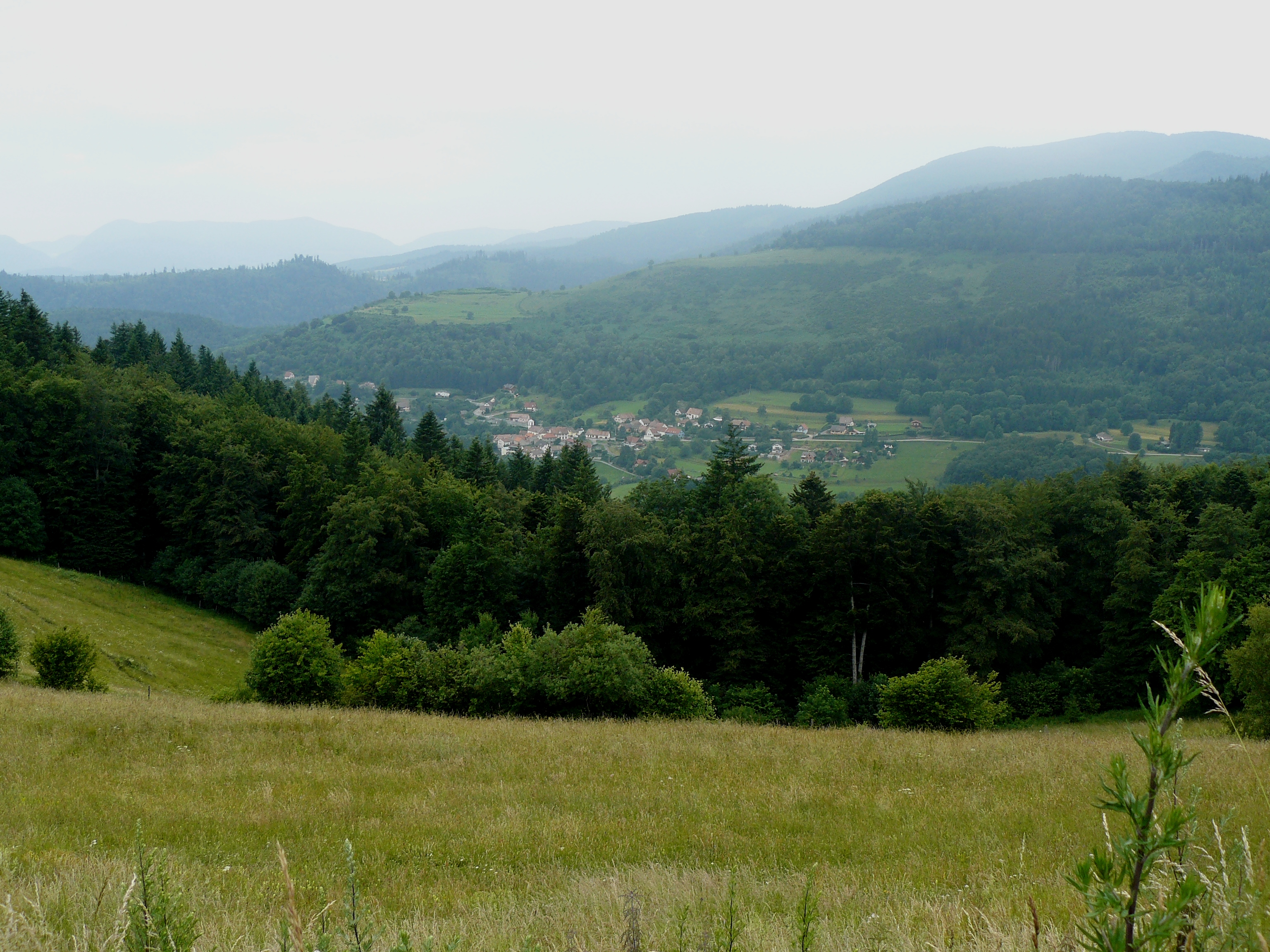
Le village de Goldbach-Altenbach observé depuis la route des crêtes.

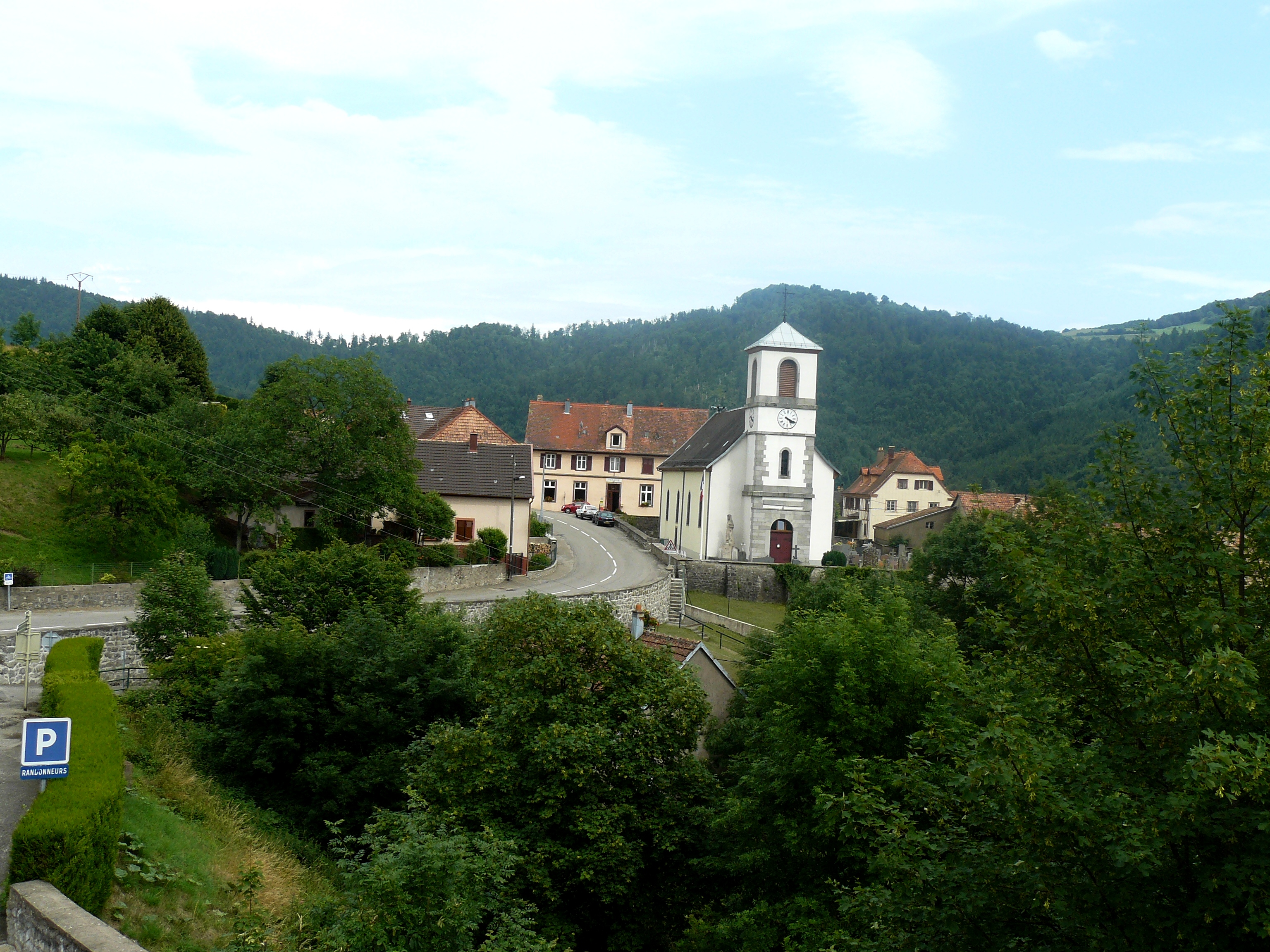
Vue sur le village et l'église depuis le hameau d'Altenbach.

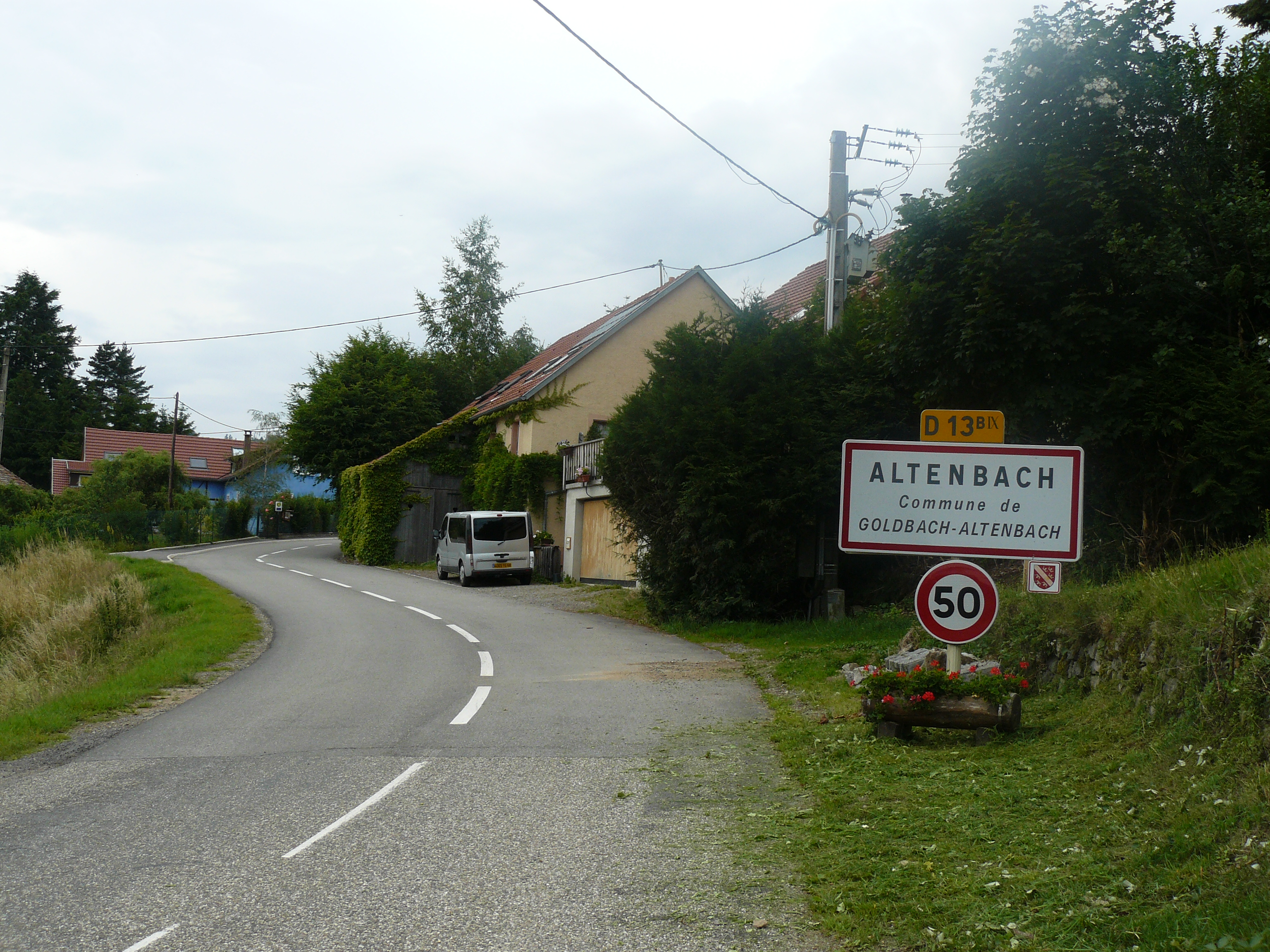
Entrée du hameau d'Altenbach.

Le village compte dès 1135 un prieuré de chanoines augustins qui est transformé dès le XIIIe siècle en prieuré de chanoinesses, puis cédé à l'abbaye de Murbach en 1566. Ce prieuré a aujourd'hui complètement disparu ; sur les anciennes ruines s'élèvent maintenant des maisons. Le seul vestige de ce prieuré est un mur, encore visible dans le cimetière. Les deux hameaux appartiennent dès le Moyen Âge à l'abbaye de Murbach.

### Le château de Freundstein
Sur le sommet se trouve le château de Freundstein dont il ne subsiste désormais que des ruines. Ce château a été endommagé au XVe siècle incendié en 1525 lors de la guerre des paysans, puis rebâti. Il est finalement détruit par la foudre en 1562.

### La guerre de Trente Ans
En 1650, la guerre de Trente Ans décima une partie de la population. À cette époque Goldbach, Altenbach et Neuhausen ne comptaient plus ensemble que 5 bourgeois et 15 enfants.

### L'incendie du village
Un incendie détruisit vers 1821 plusieurs maisons vers le haut du village. Vers 1850, il existait à Goldbach un hôpital-asile qui recueillait environ 200 personnes.

### La Première Guerre mondiale
Au cours de la Première Guerre mondiale du fait de la proximité du front, la population va diminuer. On ne relève plus que 146 habitants pour Goldbach et 67 pour Altenbach. En 1915, la localité est évacuée. Les habitants se réfugient à Kruth.
La commune a été décorée le 2 novembre 1921 de la croix de guerre 1914-1918.

### Les anciennes carrières
Les carrières de la banlieue de Goldbach-Altenbach fournissaient des pierres remarquables, surtout un beau granit.

### Tissage
Au XIXe siècle, il existait à Goldbach plusieurs tissages et un assez grand nombre de moulins, toujours abondamment fournis par l'eau qui jaillit de tous les côtés des rochers sur lesquels le village est assis. Il existait aussi une menuiserie mécanique très en avance pour l'époque. Goldbach était aussi réputé pour son eau-de-vie à la gentiane, dont on faisait un grand commerce.

### Héraldique
| Blason de Goldbach-Altenbach | Les armes de Goldbach-Altenbach se blasonnent ainsi : « De sinople à la barre ondée d'or accompagnée de deux truites d'argent miraillées de gueules. » |

## Politique et administration

### Budget et fiscalité 2015
En 2015, le budget de la commune était constitué ainsi :
- total des produits de fonctionnement : 278 000 €, soit 961 € par habitant ;
- total des charges de fonctionnement : 255 000 €, soit 881 € par habitant ;
- total des ressources d'investissement : 19 000 €, soit 66 € par habitant ;
- total des emplois d'investissement : 17 000 €, soit 59 € par habitant ;
- endettement : 16 000 €, soit 55 € par habitant.

Avec les taux de fiscalité suivants :
- taxe d'habitation : 12,83 % ;
- taxe foncière sur les propriétés bâties : 17,78 % ;
- taxe foncière sur les propriétés non bâties : 93,15 % ;
- taxe additionnelle à la taxe foncière sur les propriétés non bâties : 0,00 % ;
- cotisation foncière des entreprises : 0,00 %.

### Liste des maires
| Période                                  | Période  | Identité                 | Étiquette | Qualité |
| ---------------------------------------- | -------- | ------------------------ | --------- | ------- |
|                                          |          | Charles Riethmuller      |           |         |
| mars 2001                                | 2008     | Marcel Girard            |           |         |
| mars 2008                                | 2014     | Claudine Girard          |           |         |
| mars 2014                                | mai 2020 | Marie-Catherine Bembenek |           |         |
| mai 2020                                 | En cours | Jonathan Lerch           |           |         |
| Les données manquantes sont à compléter. |          |                          |           |         |

## Démographie
L'évolution du nombre d'habitants est connue à travers les recensements de la population effectués dans la commune depuis 1800. Pour les communes de moins de 10 000 habitants, une enquête de recensement portant sur toute la population est réalisée tous les cinq ans, les populations de référence des années intermédiaires étant quant à elles estimées par interpolation ou extrapolation. Pour la commune, le premier recensement exhaustif entrant dans le cadre du nouveau dispositif a été réalisé en 2004.

En 2022, la commune comptait 268 habitants, en évolution de −7,27 % par rapport à 2016 (Haut-Rhin : +0,66 %, France hors Mayotte : +2,11 %).
| 1800 | 1806 | 1821 | 1831 | 1836 | 1841 | 1846 | 1851 | 1856 |
| ---- | ---- | ---- | ---- | ---- | ---- | ---- | ---- | ---- |
| 421  | 540  | 618  | 675  | 736  | 777  | 769  | 738  | 679  |

| 1861 | 1866 | 1871 | 1875 | 1880 | 1885 | 1890 | 1895 | 1900 |
| ---- | ---- | ---- | ---- | ---- | ---- | ---- | ---- | ---- |
| 678  | 668  | 669  | 654  | 639  | 597  | 470  | 424  | 469  |

| 1905 | 1910 | 1921 | 1926 | 1931 | 1936 | 1946 | 1954 | 1962 |
| ---- | ---- | ---- | ---- | ---- | ---- | ---- | ---- | ---- |
| 422  | 477  | 146  | 283  | 270  | 266  | 251  | 252  | 229  |

| 1968 | 1975 | 1982 | 1990 | 1999 | 2004 | 2006 | 2009 | 2014 |
| ---- | ---- | ---- | ---- | ---- | ---- | ---- | ---- | ---- |
| 194  | 183  | 177  | 210  | 252  | 292  | 299  | 293  | 286  |

| 2019 | 2022 | - | - | - | - | - | - | - |
| ---- | ---- | - | - | - | - | - | - | - |
| 279  | 268  | - | - | - | - | - | - | - |

## Lieux et monuments

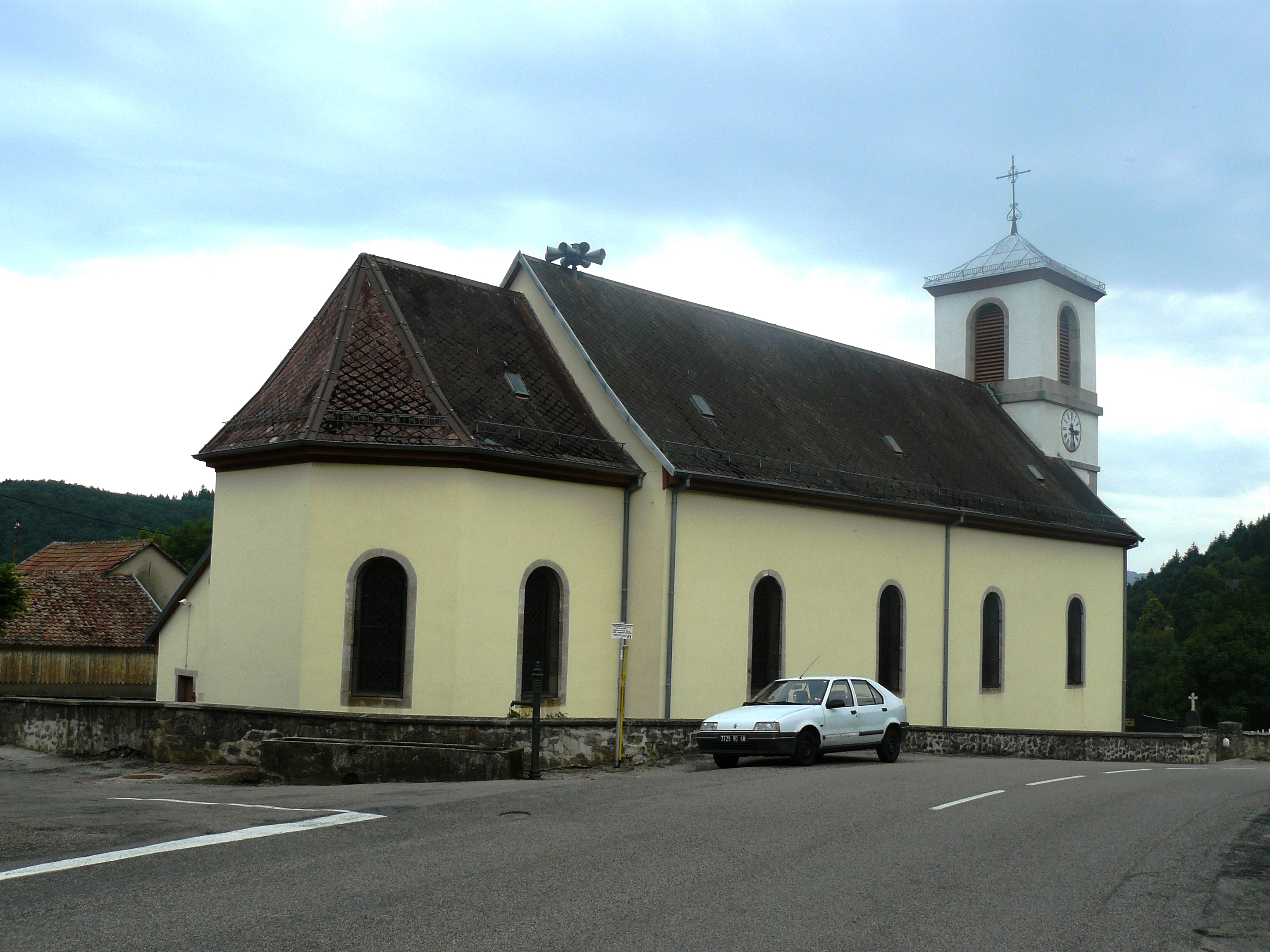
Église Saint-Laurent.

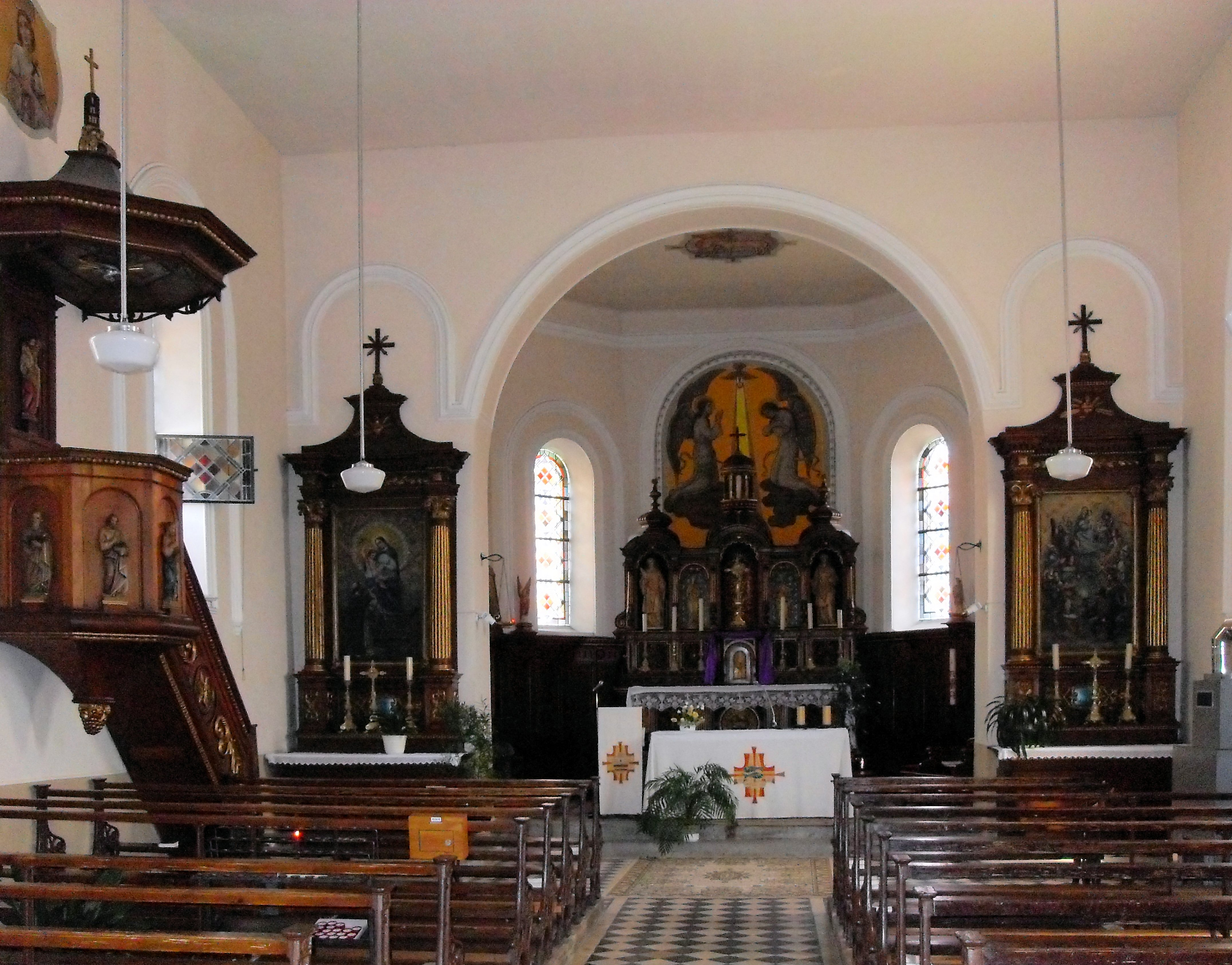
Intérieur de l'église Saint-Laurent.

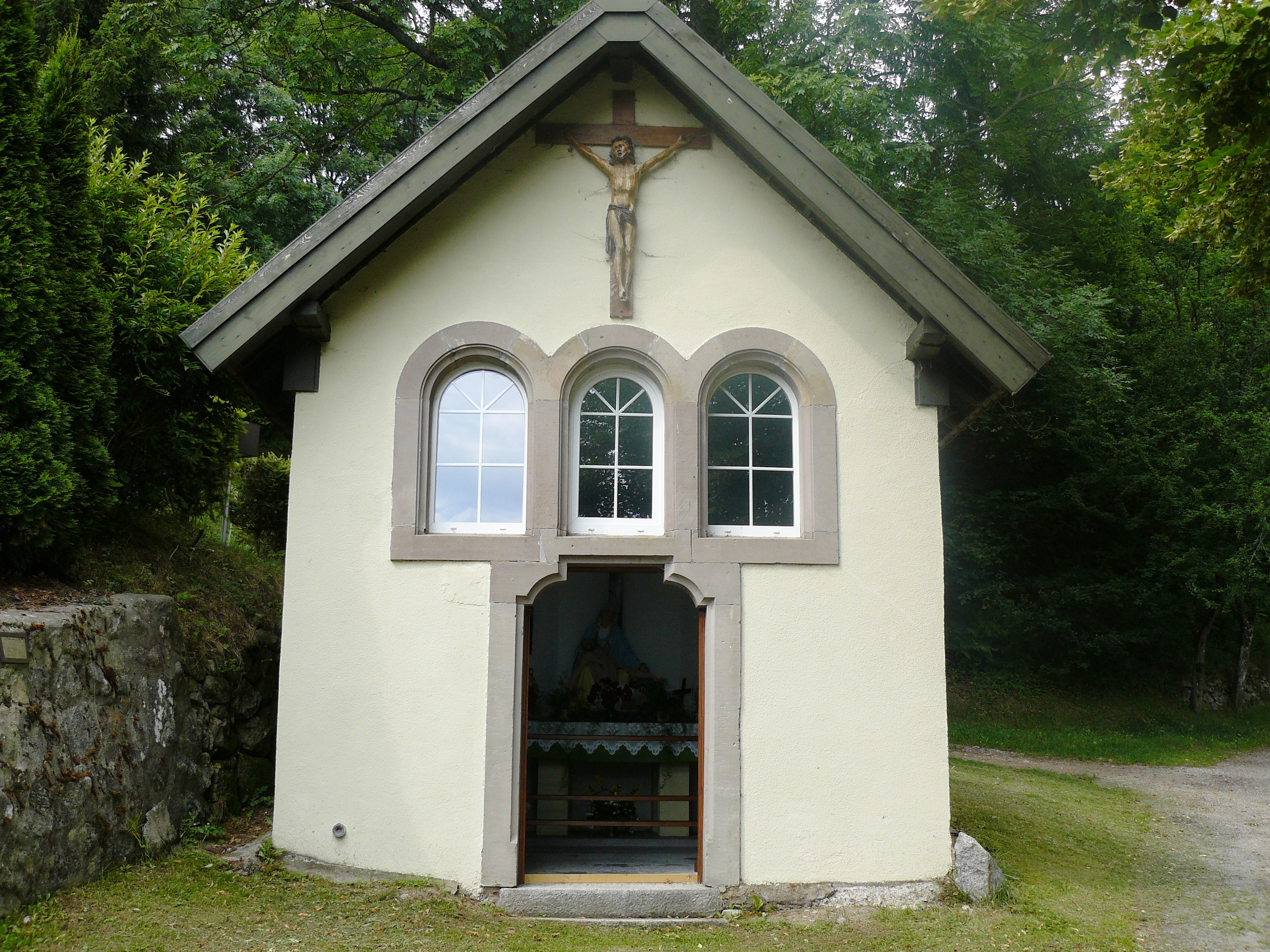
Chapelle du Sudel.

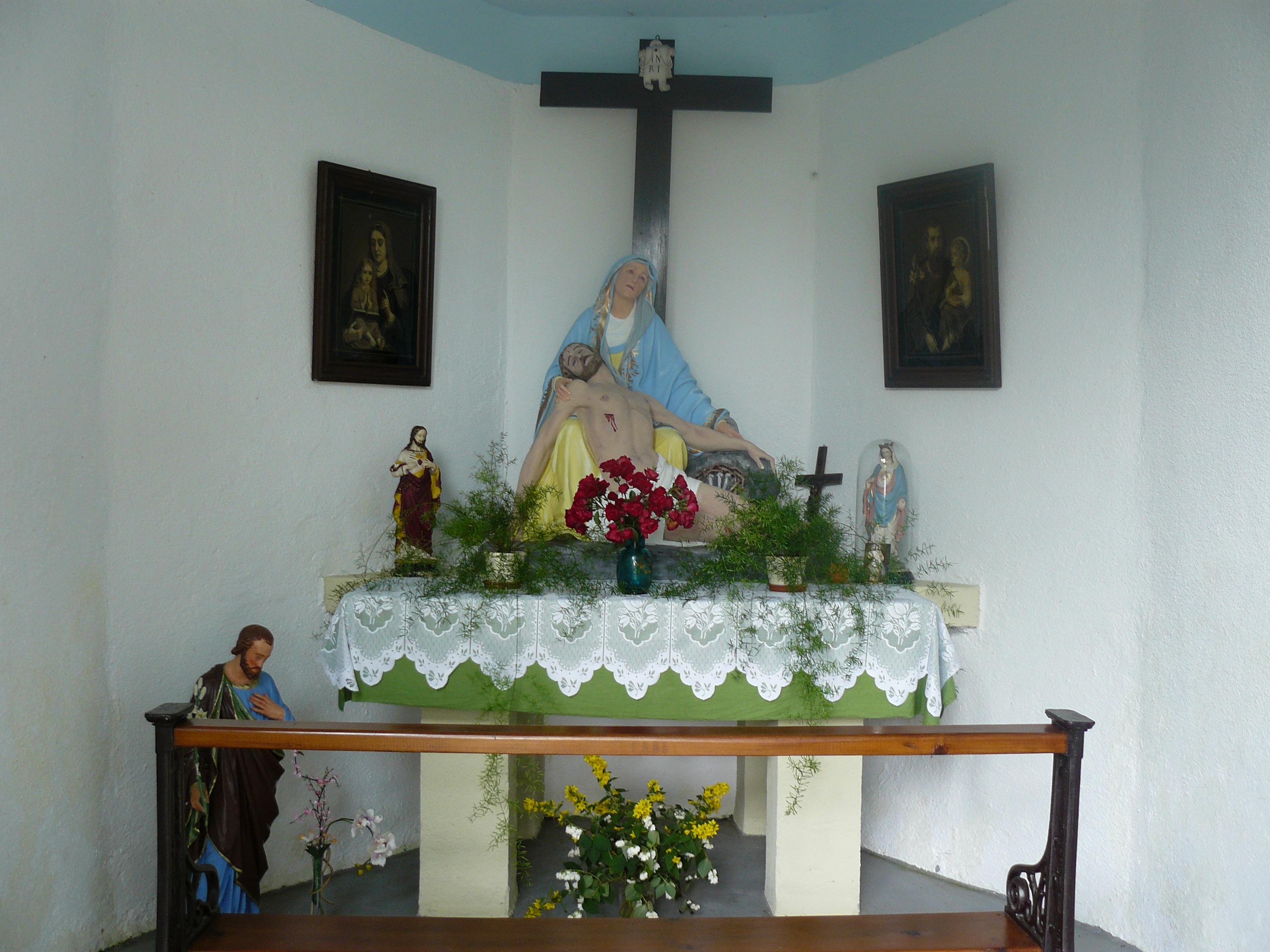
Intérieur de la chapelle du Sudel.

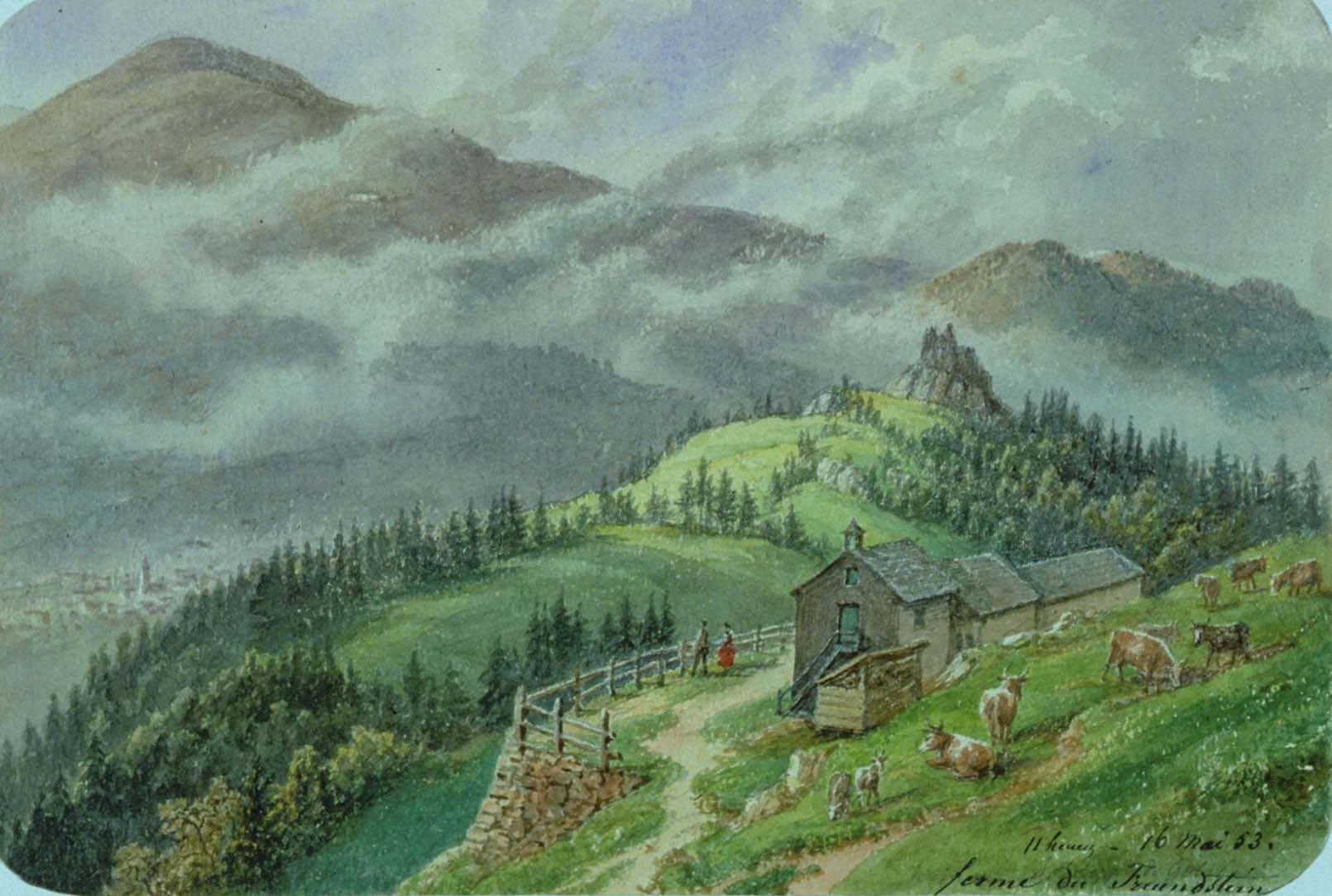
Aquarelle de la ferme du Freundstein.

### Église Saint-Laurent
L'église a été construite sur le site d'une ancienne chapelle qui a été transformée en église vers 1839. La tour de l'église a été édifiée avec les pierres qui restaient des anciennes constructions.
Cette église a ensuite été détruite par un bombardement au cours de la Première Guerre mondiale, puis reconstruite.
L'orgue a été pneumatisé en 1927 par Jules Besserer et transformé en 1952 par Georges Schwenkedel,.

### Méridienne
- Méridienne industrielle, modèle Urbain Adam[34] sur l'église Saint-Laurent[35].

### Oratoire du Sudel
La chapelle du Sudel, haut lieu de Mémoire, érigée en 1931 à la mémoire des soldats français morts lors de la Première Guerre Mondiale.

### Stèle dePaul Acker
En 1933, le Souvenir Français fit ériger une stèle rappelant la mémoire de Paul Acker, mort en 1915

### Fontaines
La commune compte 14 fontaines.

### Ferme du Gerstacker (XVIIIesiècle)
La ferme du « Gerstacker » est une ferme auberge,.

### Ruines duchâteau de Freundstein

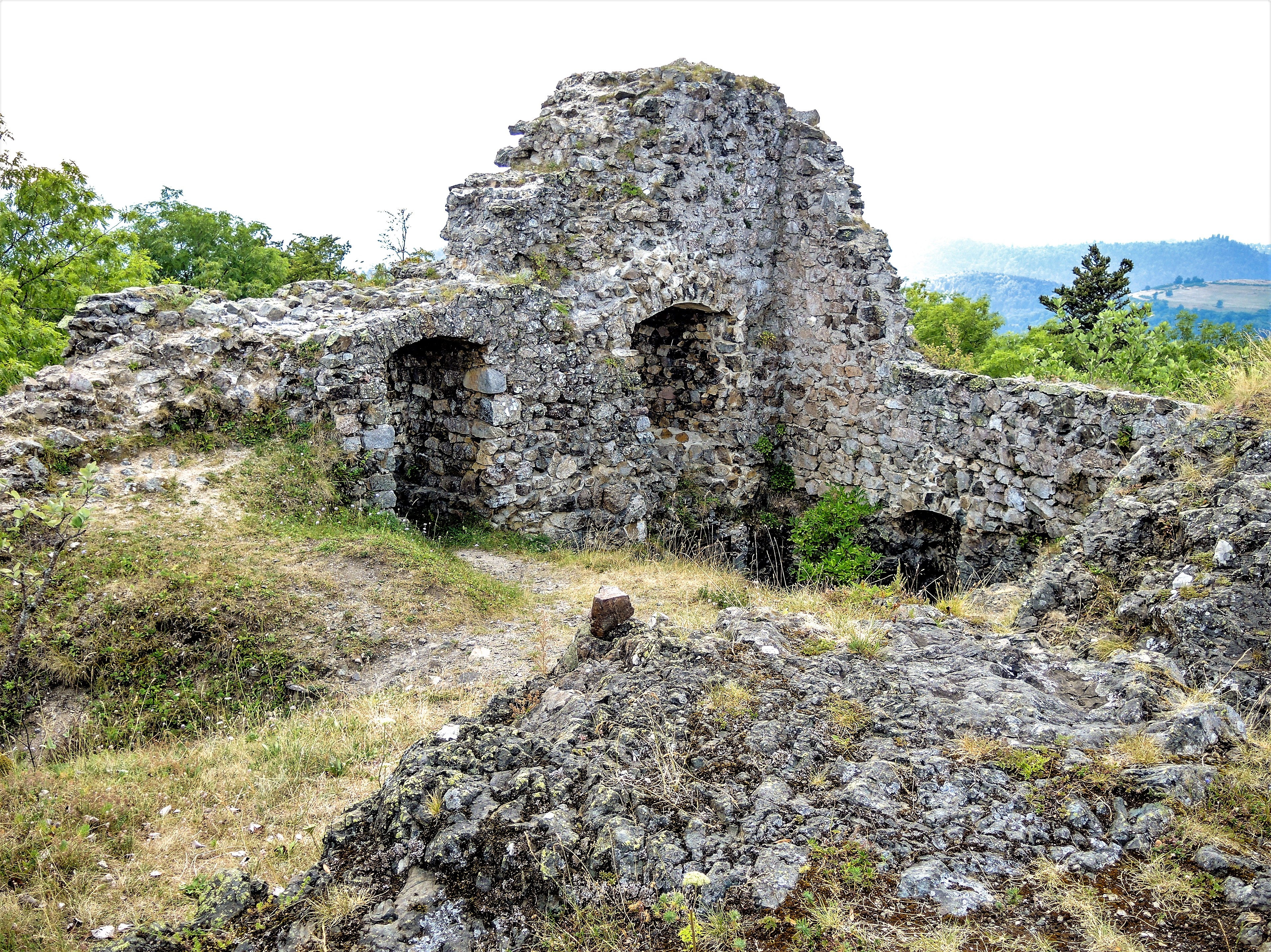
Cour intérieure du château de Freundstein.

Les ruines du château de Freundstein ont fait l'objet d'un classement au titre des monuments historiques, par arrêté du 27 avril 1922,,.

## Personnalités liées à la commune
- Catherine Hubscher, alias Madame Sans-Gêne, est née à Altenbach.
- Paul Acker, écrivain français qui trouva la mort en 1915 à Goldbach.